# Red Bull Racing RB16B
O Red Bull Racing RB16B foi o modelo de carro construído pela Red Bull Racing para competir durante o Campeonato Mundial de Fórmula 1 de 2021, foi pilotado por Max Verstappen e Sergio Pérez. O RB16B foi o último carro da Red Bull Racing a utilizar oficialmente os motores Honda. O RB16 foi apresentado oficialmente em 23 de fevereiro de 2021 e sua estreia ocorreu no Grande Prêmio do Barém, a primeira etapa da temporada de 2021.
Devido ao impacto da pandemia de COVID-19, os regulamentos técnicos que estavam planejados para serem introduzidos em 2021 foram adiados para 2022. Com isso, sob um acordo entre as equipes e a FIA, os carros com especificações de 2020 — incluindo o Red Bull Racing RB16 — tiveram sua vida útil estendida para competir em 2021, com a Red Bull produzindo um chassi atualizado denominado "Red Bull Racing RB16B".
Esse modelo deu o primeiro título do campeonato a Max Verstappen na última prova do campeonato em Abu Dhabi.